# Apsilocera breviscapus
Apsilocera breviscapus är en stekelart som beskrevs av Boucek 1993. Apsilocera breviscapus ingår i släktet Apsilocera och familjen puppglanssteklar. Inga underarter finns listade.